# マックス・ファスマー

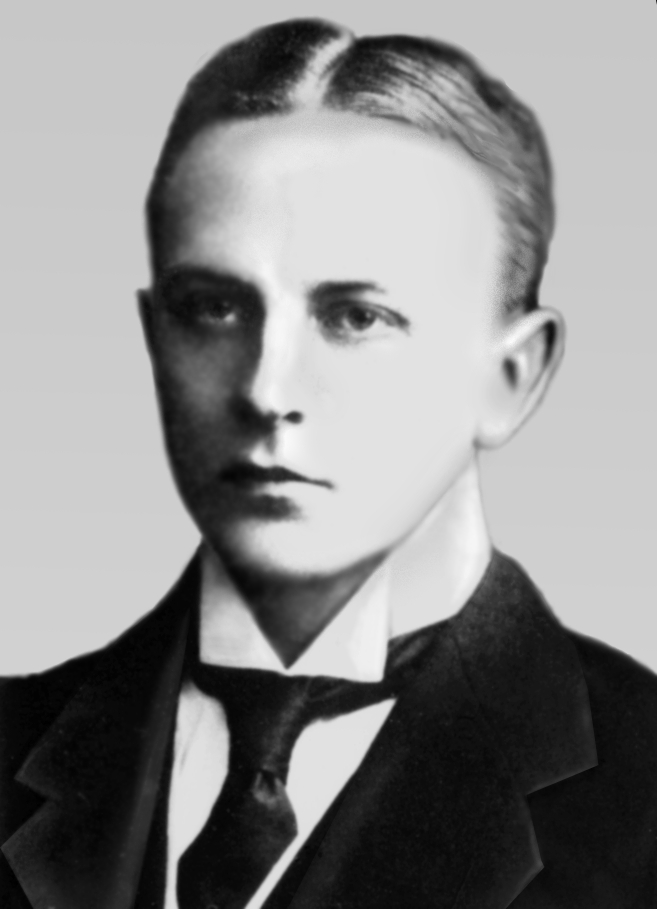
マックス・ファスマー

マックス・ユリウス・フリードリヒ・ファスマー (ドイツ語: Max Julius Friedrich Vasmer ロシア語: Макс Ю́лиус Фри́дрих Фа́смер、1886年2月28日 - 1962年11月30日)はロシア出身のドイツの言語学者で、インド・ヨーロッパ語族、フィン・ウゴル語派とテュルク諸語の語源の問題について研究し、スラブ語、バルト語派、イラン語、フィン・ウゴル語派の人々の歴史に取り組んだ。

## 人物
ファスマーはサンクトペテルブルクでドイツ人の両親の間に生まれ、サンクトペテルブルク大学を1907年に卒業し、1910年から大学の教授として講義を行った。彼はロシア内戦の間中ずっと、サラトフ国立大学とタルトゥ大学 (タルトゥ)で働いていた。1921年、 ライプツィヒ大学に移り、その後ベルリン大学へと移動した。1937年–38年にはニューヨークのコロンビア大学で講義をした。 彼はそこでEtymological dictionary of the Russian language(ロシア語の語源辞典)に取り組み始めた。 また1939年にベルリンにいるAleksander Brücknerへ賛辞をおくり、ベルリン大学のスラブ語研究の職を引き継いだ。
1944年、 ベルリンの彼の家は爆撃され、ほとんどの資料が破壊された。にもかかわらず、4巻の本がルプレヒト・カール大学ハイデルベルクよりRussisches Etymologisches Wörterbuchという名で1950年から58年の間に出版され、彼は研究をやり通した。その後、西ベルリンで1962年11月30日に死亡した。
ファスマーの、詳しい解説を載せた事典はオレグ・トルバチョーフによって翻訳され、1964年から73年にかけて出版された。これは、その時スラブ語の語源に関してもっとも信頼できる情報源であった。ロシア語のものはセルゲイ・スタロスティンのウェブサイト、Tower of Babelで利用可能である。
ファスマーによるもう一つの価値のある研究は、ロシアの水に関する名前の辞典の編集である。また、革命以前のロシアの一般的なほぼすべての地名と、ソビエトの水源についての、11巻にも亘る地名事典の作成という、更に大きい計画の発起人でもあり、それは彼のチームによって、死後完成した。。